# Джунджі
Джунджі (рум. Giungi) — село у повіті Сату-Маре в Румунії. Входить до складу комуни Белтіуг.
Село розташоване на відстані 432 км на північний захід від Бухареста, 25 км на південь від Сату-Маре, 108 км на північний захід від Клуж-Напоки.

## Населення
За даними перепису населення 2002 року у селі проживали 203 особи.
Національний склад населення села:
| Національність | Кількість осіб | Відсоток |
| -------------- | -------------- | -------- |
| румуни         | 150            | 73,9%    |
| угорці         | 30             | 14,8%    |
| цигани         | 23             | 11,3%    |

Рідною мовою назвали:
| Мова      | Кількість осіб | Відсоток |
| --------- | -------------- | -------- |
| румунська | 151            | 74,4%    |
| угорська  | 52             | 25,6%    |